# لری شولهوف
لری شولهوف (به انگلیسی: Lary Schulhof) (زادهٔ ۱۵ ژوئن ۱۹۴۲) شناگر اهل ایالات متحده آمریکا است.